# Emily Gielnik
Emily Gielnik, née le 13 mai 1992 à Melbourne en Australie, est une joueuse internationale australienne de football évoluant au poste d'attaquante au club du Vittsjö GIK.